# Duilia
Duilia va ser una llei aprovada l'any 449 aC per plebiscit, instat pel tribú de la plebs Marc Duili el 304 de la fundació de Roma, quan eren cònsols Luci Valeri Publícola i Marc Horaci Barbat, que establia: "qui plebem sine tribunis reliquisset, quique magistratum sine provocatione creasset, tergo ac capite puniretur" (condemnava a flagel·lació i pena de mort a aquell que deixes a la plebs sense els seus tribuns i al que establís un magistrat que fos inapel·lable per l'assemblea popular) diu Titus Livi. Generalment se la va conèixer amb el nom de Duilia de magistratibus i Horatia de provocatione.